# Astoxenus vestitus
Astoxenus vestitus är en skalbaggsart som beskrevs av Moser 1911. Astoxenus vestitus ingår i släktet Astoxenus och familjen Cetoniidae. Inga underarter finns listade.